# Entada spiralis
Entada spiralis är en ärtväxtart som beskrevs av Henry Nicholas Ridley. Entada spiralis ingår i släktet Entada och familjen ärtväxter. Inga underarter finns listade i Catalogue of Life.